# 喬瓦尼·多梅尼科·納爾多
喬瓦尼·多梅尼科·納爾多（義大利語：Giovanni Domenico Nardo，1802年3月4日—1877年4月7日）是一名義大利博物學家，不過他的大部分時間是在亞得里亞海最大的捕魚船隊的母港基奧賈度過的。他從修道士叔叔那裡學習標本製作。他上過烏迪內的一所中學，在帕多瓦大學學習醫學，並在那裡重組了動物學收藏。1832年，他重新整理了維也納帝國自然史博物館的無脊椎動物收藏。1840年，他成為威尼托科學、文學和藝術學院院士，該學院的宗旨是「提高、推廣和保護科學、文學和藝術」。納爾多撰寫了數百篇科學著作，內容涉及醫學和社會科學、語言學、技術和物理學，但主要是關於威尼斯和亞得里亞海動物學的。在海洋生物學方面，納爾多撰寫了關於藻類、海洋無脊椎動物、魚類和海龜的文章。他的大量手稿和個人圖書館收藏在威尼斯自然史博物館。